# New-York-City-Marathon 2000
Der New-York-City-Marathon 2000 war die 31. Ausgabe der jährlich stattfindenden Laufveranstaltung in New York City, Vereinigte Staaten. Der Marathon fand am 5. November 2000 statt.
Bei den Männern gewann Abdelkader El Mouaziz in 2:10:09 h und bei den Frauen Ljudmila Petrowa in 2:25:45 h.

## Ergebnisse

### Männer
| Platz | Athlet                | Land      | Zeit (h) |
| ----- | --------------------- | --------- | -------- |
| 01    | Abdelkader El Mouaziz | Marokko   | 2:10:09  |
| 02    | Japhet Kosgei         | Kenia     | 2:12:30  |
| 03    | Shem Kororia          | Kenia     | 2:12:33  |
| 04    | Elijah Korir          | Kenia     | 2:13:00  |
| 05    | Abraham Assefa        | Äthiopien | 2:13:16  |
| 06    | Josia Thugwane        | Südafrika | 2:15:25  |
| 07    | Yasuaki Yamamoto      | Japan     | 2:15:37  |
| 08    | Simon Bor             | Kenia     | 2:16:23  |
| 09    | Mathias Ntawurikura   | Ruanda    | 2:16:26  |
| 10    | John Kagwe            | Kenia     | 2:17:02  |

### Frauen
| Platz | Athletin          | Land                | Zeit (h) |
| ----- | ----------------- | ------------------- | -------- |
| 01    | Ljudmila Petrowa  | Russland            | 2:25:45  |
| 02    | Franca Fiacconi   | Italien             | 2:26:03  |
| 03    | Margaret Okayo    | Kenia               | 2:26:36  |
| 04    | Hellen Kimutai    | Kenia               | 2:26:42  |
| 05    | Florence Barsosio | Kenia               | 2:27:00  |
| 06    | Tegla Loroupe     | Kenia               | 2:29:35  |
| 07    | Sun Yingjie       | Volksrepublik China | 2:30:13  |
| 08    | Kerryn McCann     | Australien          | 2:30:39  |
| 09    | Esther Kiplagat   | Kenia               | 2:30:52  |
| 10    | Yuko Arimori      | Japan               | 2:31:12  |